# Aphantopus jeholana
Aphantopus jeholana är en fjärilsart som beskrevs av Matsumura 1939. Aphantopus jeholana ingår i släktet Aphantopus och familjen praktfjärilar. Inga underarter finns listade i Catalogue of Life.